# Biblia Douay-Rheims
La Biblia Douay-Reims (también conocida como la Biblia Rheims-Douai o Biblia Douai, y abreviada como DR y DRB) es una traducción de la Biblia de la Vulgata latina al inglés hecha por miembros del Colegio Inglés de Douai (Collegium Anglorum Duacense), al servicio de la Iglesia Católica. La parte del Nuevo Testamento se publicó en Reims, Francia, en 1582, en un volumen con comentarios y notas extensos. La parte del Antiguo Testamento fue publicada en dos volúmenes veintisiete años después, en 1609 y 1610 por la Universidad de Douai. El primer volumen, que abarca desde el Génesis hasta el Job, se publicó en 1609; el segundo, que cubre desde Salmos hasta II Macabeos más los deuterocanonicos de la Vulgata, se publicó en 1610.
Las notas marginales ocuparon la mayor parte de los volúmenes y tenían un fuerte carácter polémico y patrístico. Ofrecieron ideas sobre temas de traducción, y sobre los textos fuente de la Vulgata en hebreo y griego.

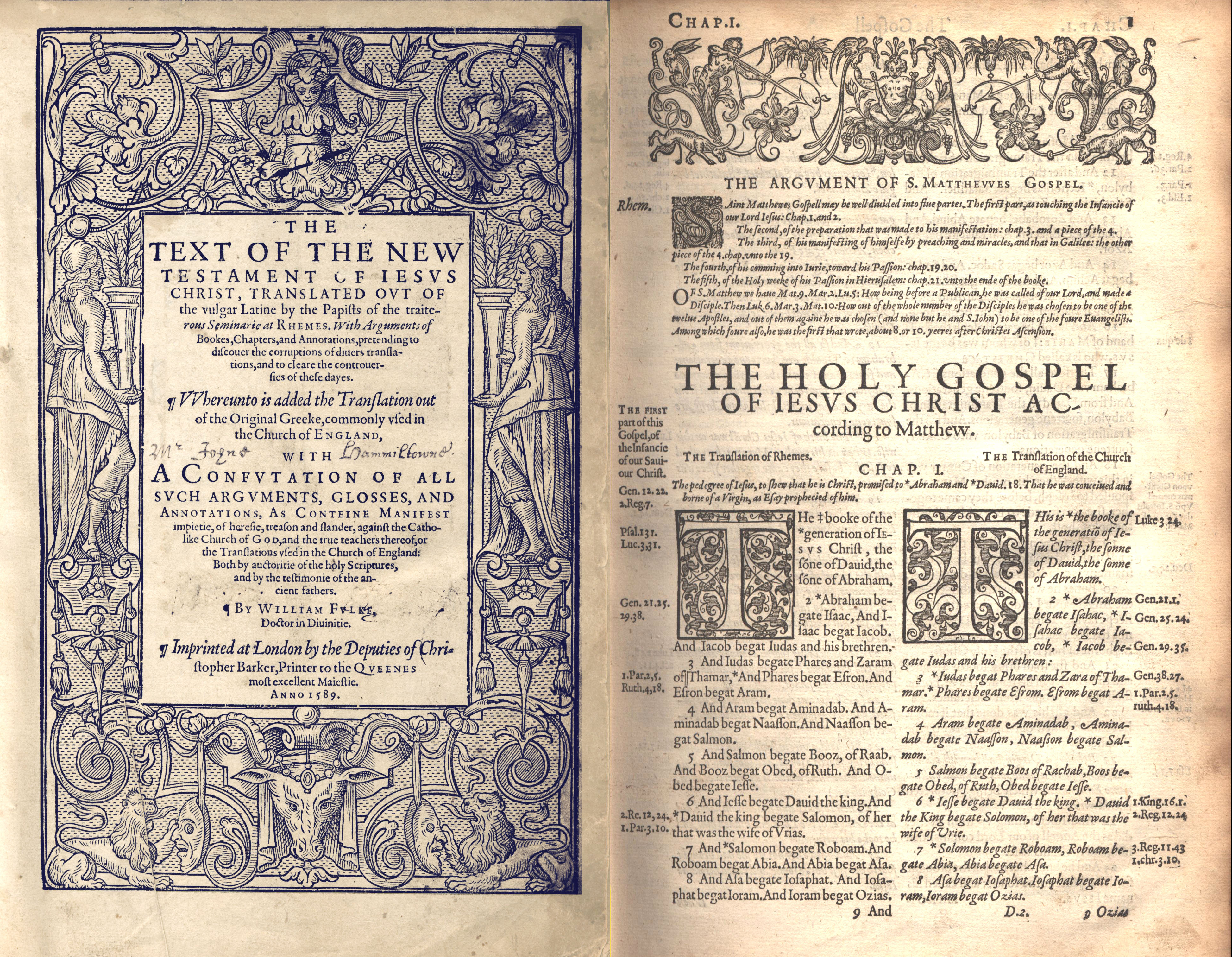
Título de la página inicial de la Rheims New Testament de acuerdo a la primera página del Evangelio según San Mateo de la Biblia de los obispos, editado por William Fulke, que creía que el Nuevo Testamento de la Biblia de los obispos era superior al Nuevo Testamento de Rheims.

El propósito de la versión, tanto del texto como de las notas, era defender la tradición católica frente a la Reforma protestante, que hasta entonces había dominado la religión isabelina y el debate académico. Como tal, fue un esfuerzo impresionante de los católicos ingleses para apoyar la Contrarreforma. El Nuevo Testamento se reimprimió en 1600, 1621 y 1633. Los volúmenes del Antiguo Testamento se reimprimieron en 1635, pero ninguno de ellos se  reeditó en los cien años posteriores. En 1589, William Fulke recopiló el texto completo de Reims y las notas en columnas paralelas con las de la Biblia de los obispos. Esta obra se vendió ampliamente en Inglaterra, y se publicó nuevamente en tres ediciones posteriores a 1633. Fue principalmente a través de las ediciones de Fulke que el Nuevo Testamento de Reims ejerció una influencia significativa en el desarrollo del inglés del siglo XVII.
Gran parte del texto de la Biblia de 1582/1610 empleaba vocabulario mayormente en latio, lo que hacía muy difícil leer el texto en algunos lugares. En consecuencia, esta traducción fue reemplazada por una revisión realizada por el obispo Richard Challoner; el Nuevo Testamento en tres ediciones de 1749, 1750 y 1752; el Antiguo Testamento (menos los deuterocanonicos de la Vulgata), en 1750. Aunque conserva el título de la Biblia Douay-Reims, la revisión de Challoner fue una nueva versión, que tiende a tomar como texto base la versión del rey jacobo revisada rigurosamente y ajustada completamente para una mejor legibilidad y coherencia con la edición Clementina de la Vulgata.
Las ediciones posteriores de la revisión de Challoner, de las cuales ha habido muchas, reproducen su Antiguo Testamento de 1750 con muy pocos cambios. El Nuevo Testamento de Challoner fue, sin embargo, ampliamente revisado por Bernard MacMahon en una serie de ediciones de Dublín desde 1783 hasta 1810. Estas versiones de Dublín son la fuente de algunas de la Biblia de Challoner, impresas en los Estados Unidos a lo largo del siglo XIX. Las ediciones posteriores de la Biblia Challoner impresas en Inglaterra suelen seguir los textos del Antiguo Testamento de Challoner de 1749 y 1750, al igual que la mayoría de las impresiones del siglo XX y las versiones en línea de la Biblia de Douay-Reims que circulan por Internet. Actualmente es conocida por haber sido la primera Biblia en lengua inglesa autorizada por la Iglesia Católica,[cita requerida] y, en este sentido, ser homóloga de lo que fue la Biblia Torres Amat en el mundo hispanohablante.[cita requerida]

## Origen
Tras la Reforma inglesa, algunos católicos se exiliaron al continente europeo. El centro del catolicismo inglés fue el Colegio de Inglés en Douai (Universidad de Douai, Países Bajos Españoles) fundado en 1568 por William Allen, anteriormente miembro del Queen's College, Oxford y Canon of York, y posteriormente cardenal, con el fin de capacitar a los sacerdotes para convertirlos. Inglés convertido de nuevo al catolicismo. Y fue aquí donde se produjo la traducción católica de la Biblia al inglés.
En los últimos meses de 1582, se publicó una serie de unos pocos cientos o más del Nuevo Testamento, en forma de cuarto (no en folio grande), durante una migración temporal del colegio a Reims; en consecuencia, ha sido comúnmente conocido como el Nuevo Testamento de Reims. Aunque murió en el mismo año de su publicación, esta traducción fue principalmente obra de Gregory Martin, exmiembro del St. John's College de Oxford, amigo cercano de Edmund Campion. Fue asistido por otros en Douai, especialmente Allen, Richard Bristow y Thomas Worthington, quienes revisaron y proporcionaron notas y anotaciones. Se afirma que el Antiguo Testamento estaba listo al mismo tiempo pero, por falta de fondos, no se pudo imprimir hasta más tarde, después de que el colegio hubiera regresado a Douai. Es comúnmente conocido como el Antiguo Testamento Douay se emitió como dos volúmenes de cuarto de fecha de 1609 y 1610. Sorprendentemente, estas primeras ediciones del Nuevo Testamento y del Antiguo Testamento siguieron a la Biblia de Ginebra no solo en su formato de cuarto sino también en el uso del tipo romano.
Como traducción reciente, el Nuevo Testamento de Rheims tuvo una influencia en los traductores de la versión de la Biblia King James. Posteriormente dejó de ser de interés para la iglesia anglicana. Aunque las ciudades ahora se escriben comúnmente como Douai y como Reims, la Biblia continúa publicándose como la Biblia de Douay-Rheims y ha formado la base de algunas Biblias católicas posteriores en inglés.
La página del título dice: "La Santa Biblia, fielmente traducida al inglés del latín auténtico. Se confiere diligentemente con las ediciones hebrea, griega y otras". La causa de la demora fue "nuestro mal estado de destierro", pero también hubo la cuestión de conciliar el latín con las otras ediciones. William Allen fue a Roma y trabajó, con otros, en la revisión de la Vulgata. La edición de la Vulgata Sixtina se publicó en 1590. El texto definitivo de Clementine se publicó en 1592, siendo esta la vulgata Sixtina Clementina. Worthington, responsable de muchas de las anotaciones de los volúmenes de 1609 y 1610, dice en el prefacio: "Hemos conferido nuevamente esta traducción al inglés y la hemos adaptado a la la edición latina más perfecta ". A pesar de este prefacio, no hay evidencia de que la Vulgata Clementina haya sido referenciada de ninguna manera en la producción de las Biblias 1609 y 1610, por lo que no está claro a qué edición se refería.

## Estilo
La Biblia de Douay-Reims es una traducción de la Vulgata latina, que en sí misma es una traducción de los textos en hebreo, arameo y griego. La Vulgata fue creada en gran parte debido a los esfuerzos de San Jerónimo (345–420), cuya traducción fue declarada como la versión latina auténtica de la Biblia por el Concilio de Trento. Mientras que los eruditos católicos "confirieron" con los originales hebreos y griegos, así como con "otras ediciones en diversos idiomas", [7] su propósito declarado fue traducir de una manera muy literal de la Vulgata latina, por razones de exactitud como declarados en su Prefacio y que tendían a producir, en lugares, sintaxis forzada y latinismos. El siguiente pasaje corto (Efesios 3: 6–12) es un buen ejemplo, es cierto que sin actualizar las convenciones de ortografía en uso: "Los gentiles deben ser coheires y concorporativos y comparativos de su promesa en Cristo JESÚS por medio del Evangelio: del cual soy nombrado ministro de acuerdo con el don de la gracia de Dios, que me es otorgado de acuerdo con la operación de su poder. Para mí, el más pequeño de todos los santos recibe esta gracia, entre los gentiles, para evangelizar las riquezas inescrutables de Cristo, e iluminar a los hombres cuál es la dispensación de la Santa Cena escondida de los mundos en Dios, que creó todas las cosas: que lo múltiple La sabiduría de Dios, puede ser notificada a los Príncipes y Pestestats en los celestes por la Iglesia, de acuerdo con la prefinición de worldes, que hizo en Cristo JESUS nuestro Señor. En quien tenemos confianza y acceso en confianza, por la fe de él."
Además de al interpretar las lecturas particulares de la Vulgate Latin, la redacción en inglés del Nuevo Testamento de Rheims sigue más o menos de cerca la versión Protestante producida por primera vez por William Tyndale en 1525, una fuente importante para los traductores de Rheims que se identificaron como la de revisión de Tyndale encontrada en un Nuevo Testamento en inglés y en latín, publicada por Miles Coverdale en París en 1538. [8] [9] [10] Además, los traductores son especialmente precisos en su interpretación del artículo definido del griego al inglés, y en su reconocimiento de distinciones sutiles del pasado griego, ninguno de los cuales puede ser representado en latín. En consecuencia, el Nuevo Testamento de Reims es mucho menos una versión nueva, y se debe más a los idiomas originales, de lo que los traductores admiten en su prefacio. Cuando los traductores de Reims se apartan del texto de Coverdale, adoptan con frecuencia las lecturas que se encuentran en la Biblia protestante de Ginebra [11] o en las de la Biblia Wycliffe, ya que esta última versión fue traducida de la Vulgata y fue ampliamente utilizada por los eclesiásticos católicos ingleses. inconsciente de sus orígenes de Lollard. [12] [13]
Sin embargo, fue una traducción de una traducción de la Biblia. Muchas traducciones de la Biblia de gran prestigio consultan habitualmente las lecturas de la Vulgata, especialmente en ciertos pasajes difíciles del Antiguo Testamento; pero casi todas las versiones bíblicas modernas, protestantes y católicas, van directamente a los textos bíblicos hebreos, arameos y griegos en su idioma original como su base de traducción, y no a una versión secundaria como la Vulgata. Los traductores justificaron su preferencia por la Vulgata en su Prefacio, señalando las corrupciones acumuladas en los manuscritos en idioma original disponibles en esa era, y afirmando que Jerome habría tenido acceso a mejores manuscritos en las lenguas originales que no habían sobrevivido. Además, podrían señalar el decreto del Concilio de Trento de que la Vulgata estaba, para los católicos, libre de errores doctrinales.
En su decisión de aplicar sistemáticamente el lenguaje latín, en lugar del inglés cotidiano, para traducir la terminología religiosa, los traductores de Rheims-Douay continuaron una tradición establecida por Thomas More y Stephen Gardiner en sus críticas a las traducciones bíblicas de William Tyndale. Gardiner efectivamente aplicó estos principios en 1535 para producir una versión muy revisada, que desafortunadamente no ha sobrevivido, de las traducciones de Tyndale de los Evangelios de Lucas y Juan. More y Gardiner habían argumentado que los términos latinos eran más precisos en el significado que sus equivalentes en inglés y, por lo tanto, deberían mantenerse en forma inglesa para evitar la ambigüedad. Sin embargo, David Norton observa que la versión de Rheims-Douay extiende el principio mucho más allá. En el prefacio del Nuevo Testamento de Reims, los traductores critican a la Biblia de Ginebra por su política de esforzarse siempre por lecturas claras e inequívocas; los traductores de Reims propusieron más bien una representación del texto bíblico en inglés que es fiel al texto en latín, ya sea que dicha traducción palabra por palabra resulte en un inglés difícil de entender, o transmita ambigüedad de las frases en latín:
no presumimos en lugares difíciles para modificar los discursos o las frases, sino que religiosamente los mantenemos palabra por palabra y punto por punto, por el motivo de perder o restringir el sentido del Espíritu Santo a nuestra fantasía ... reconociendo con S. Hierom, que en otros escritos es suficiente dar traducción, sentido por sentido, pero que en las Escrituras, para que no perdamos el sentido, debemos guardar las palabras.
Esto agrega a More y Gardiner el argumento opuesto, que las versiones anteriores en inglés estándar habían imputado incorrectamente significados claros para pasajes oscuros en el texto de origen griego donde la Vulgata latina a menudo tendía a interpretar el griego literalmente, incluso en la medida de generar impropio. Construcciones latinas. En efecto, los traductores de Reims argumentan que, donde el texto de origen es ambiguo u oscuro, entonces una traducción fiel al inglés también debe ser ambigua u oscura, con las opciones para entender el texto discutido en una nota marginal:de modo que la gente debe leerlos con la licencia de su superior espiritual, como en épocas anteriores estaban limitados. tal como el Laitie, sí y el más malo aprendieron que Clergie, al igual que se les permitía leer las Escrituras, no pretendía interpretar lugares difíciles, ni altos Misterios, mucho menos para disputar y discutir, pero dejando la discusión de los mismos a los más sabios. , buscó más bien y notó los ejemplos divinos e imitables de buena vida y así aprendió más humildad, obediencia ...
La traducción se preparó con un propósito polémico definido en oposición a las traducciones protestantes (que también tenían motivos polémicos). Antes de Douay-Rheims, las únicas Biblias impresas en inglés disponibles eran traducciones protestantes. El canon bíblico tridentino-florentino se usó naturalmente, con los libros deuterocanónicos incorporados en el Antiguo Testamento Douay-Reims, y solo 3 Esdras, 4 Esdras y la Oración de Manasses en la sección de Apócrifos.
Los traductores excluyeron el Salmo apócrifo 151, este descuido inusual dado que de otra manera "completa" la naturaleza del libro se explica al pasar por las anotaciones al Salmo 150 que "S. Agustín en la conclusión de sus ... Sermones sobre los Salmos, explican Un misterioso en el número de cien y fieftie ".

## Influencia
En Inglaterra, el protestante William Fulke popularizó involuntariamente el Nuevo Testamento de Reims a través de su compilación del texto de Reims y las anotaciones en columnas paralelas junto a la Biblia de 1572 Obispos Protestantes. La intención original de Fulke a través de su primera edición combinada del Nuevo Testamento de Reims con la llamada Biblia del Obispo fue demostrar que el texto de inspiración católica era inferior a la Biblia del Obispo de influencia protestante, la Biblia oficial de la Iglesia de Inglaterra. La obra de Fulke se publicó por primera vez en 1589; y como consecuencia, el texto y las notas de Reims se hicieron fácilmente disponibles sin temor a sanciones penales. Douay-Rheims no solo influyó en los católicos, sino que también tuvo una influencia sustancial en la creación posterior de la versión King James. La versión King James se distingue de las versiones protestantes en inglés anteriores por una mayor tendencia a emplear vocabulario en latín, y los traductores pudieron encontrar muchos de estos términos (por ejemplo: emulación Romanos 11:14) en el Nuevo Testamento de Reims. En consecuencia, algunos de los latinismos de los Douay-Reims, a través de su uso en la versión King James, han ingresado al inglés literario estándar.
Los traductores de Reims adjuntaron una lista de estas palabras desconocidas; los ejemplos incluyen "adquisición", "adulterado", "advenimiento", "alegoría", "verdad", "calumniar", "carácter", "cooperar", "presciencia", "resucitar", "víctima" y "evangelizar". Además, los editores optaron por transliterar en lugar de traducir una serie de términos técnicos griegos o hebreos, como "azimas" para pan sin levadura y "pasch" para la Pascua.

## Influencia en la versión King James
La traducción "Douay" del Antiguo Testamento de la Vulgata latina llegó demasiado tarde a la escena como para haber influido en la versión King James . Sin embargo, el Nuevo Testamento de Rheims había estado disponible por más de veinte años. En forma de versión paralela de William Fulke, era fácilmente accesible. Sin embargo, las instrucciones oficiales para los traductores de la versión King James omitieron la versión de Rheims de la lista de traducciones al inglés anteriores que deberían consultarse, probablemente deliberadamente.
Por lo tanto, el grado en que la versión King James se basó en la versión de Rheims ha sido objeto de un debate considerable; con James G Carleton en su libro "The Part of Rheims in the Making of the English Bible", argumentando una influencia muy extensa, mientras que Charles C Butterworth propuso que la influencia real era pequeña, en relación con los de la Biblia de los Obispos y el Biblia de Ginebra.
Afortunadamente, gran parte de este debate se resolvió en 1969, cuando Ward Allen publicó una transcripción parcial de las actas hechas por John Boisde los procedimientos del Comité General de Revisión para la Versión King James (es decir, el comité de supervisión que se reunió en 1610 para revisar el trabajo de cada una de las 'compañías' de traducción separadas). Bois registra la política del comité de revisión en relación con una discusión de 1 Pedro 1: 7 "no hemos pensado que el sentido indefinido deba ser definido"; que refleja las restricciones expresadas por los traductores de Rheims en contra de ocultar ambigüedades en el texto original. Allen muestra que en varios lugares, especialmente en la lectura "forma del tiempo" en Apocalipsis 13: 8, los revisores incorporaron una lectura del texto de Reims específicamente de acuerdo con este principio. Más usualmente, sin embargo, La versión King James maneja la oscuridad en el texto fuente al complementar su formulación clara preferida en inglés con una traducción literal como una nota marginal. Bois muestra que muchas de estas traducciones marginales se derivan, más o menos modificadas, del texto o notas del Nuevo Testamento de Rheims; de hecho, Rheims se declara explícitamente como la fuente de la lectura marginal en Colosenses 2:18.
En 1995, Ward Allen, en colaboración con Edward Jacobs, publicó una recopilación, para los cuatro Evangelios, de las enmiendas marginales hechas a una copia de la Biblia de los Obispos (ahora conservada en la Biblioteca Bodleian), que resultó ser el registro formal de Los cambios de texto propuestos por varias de las compañías de traductores de la versión King James. Encontraron que alrededor de una cuarta parte de las enmiendas propuestas eran originales de los traductores; pero que las tres cuartas partes habían sido tomadas de otras versiones en inglés. En general, aproximadamente una cuarta parte de las enmiendas propuestas adoptaron el texto del Nuevo Testamento de Rheims. "Y las deudas de los traductores [KJV] a las Biblias en inglés anteriores son sustanciales. Los traductores, por ejemplo, al revisar el texto de los Evangelios sinópticos en la Biblia de los Obispos, deben aproximadamente un cuarto de sus revisiones, cada una, al Nuevo Testamento de Ginebra y Reims. Otro cuarto de su trabajo se remonta al trabajo de Tyndale y Coverdale. Y el último cuarto de sus revisiones es original de los propios traductores ".
De lo contrario, el texto en inglés del Nuevo Testamento del Rey James a menudo se puede demostrar que adopta una terminología latina que también se encuentra en la versión de Rheims del mismo texto. En la mayoría de los casos, estos latinismos también podrían haberse derivado directamente de las versiones de Miles Coverdale o la Biblia de Wycliffe (es decir, los textos fuente para los traductores de Reims), pero habrían sido más accesibles para los traductores de King James en Ediciones paralelas de Fulke. Esto también explica la incorporación a la Versión King James del Nuevo Testamento de Rheims de una serie de sorprendentes frases en inglés, como "publicar y grabar en el extranjero" en Marcos 1:45.

## Revisión de Challoner
La Biblia original de Douay – Rheims se publicó durante una época en que los católicos estaban siendo perseguidos en Gran Bretaña e Irlanda y la posesión de la Biblia de Douay – Rheims era un delito. En el momento en que la posesión no era un delito, el inglés de la Biblia Douay – Rheims tenía cien años de antigüedad. Fue así "sustancialmente revisado" entre 1749 y 1777 por Richard Challoner , un obispo inglés , designado formalmente a la sede desierta de Debra (Doberus). El obispo Challoner fue asistido por el padre Francis Blyth , un fraile carmelita. Las revisiones de Challoner se tomaron en gran medida de la versión King James (convirtiéndose del protestantismo al catolicismo).y así familiarizado con su estilo). El uso del Nuevo Testamento de Reims por los traductores de la Versión King James se discute a continuación. Challoner no solo abordó la prosa extraña y gran parte de los latinismos, sino que también produjo una versión que, aunque todavía se llamaba Douay-Rheims, era poco parecida, eliminando notablemente la mayoría de las largas anotaciones y notas marginales de los traductores originales, la tabla leccionaria de lecturas del evangelio y epístolas para la Misa, y más notablemente los libros apócrifos (todos los cuales, excepto el Salmo 151, habían sido incluidos en el original). Al mismo tiempo, buscó mejorar la legibilidad y la comprensión, reformulando términos y construcciones oscuros y obsoletos y, en el proceso, eliminando constantemente las ambigüedades de significado que la versión original de Rheims-Douay se había esforzado intencionalmente por retener.
El mismo pasaje de Efesios (3: 6–12) en la revisión de Challoner da una idea de la minuciosa edición estilística que hizo del texto: "That the Gentiles should be fellow heirs and of the same body: and copartners of his promise in Christ Jesus, by the gospel, of which I am made a minister, according to the gift of the grace of God, which is given to me according to the operation of his power. To me, the least of all the saints, is given this grace, to preach among the Gentiles the unsearchable riches of Christ: and to enlighten all men, that they may see what is the dispensation of the mystery which hath been hidden from eternity in God who created all things: that the manifold wisdom of God may be made known to the principalities and powers in heavenly places through the church, according to the eternal purpose which he made in Christ Jesus our Lord: in whom we have boldness and access with confidence by the faith of him."
A modo de comparación, el mismo pasaje de Efesios en la Versión King James y la Versión 1534 Tyndale, que influyó en la Versión King James:
That the Gentiles should be fellow heirs, and of the same body, and partakers of his promise in Christ by the gospel: whereof I was made a minister, according to the gift of the grace of God given unto me by the effectual working of his power. Unto me, who am less than the least of all saints, is this grace given, that I should preach among the Gentiles the unsearchable riches of Christ; and to make all men see what is the fellowship of the mystery, which from the beginning of the world hath been hid in God, who created all things by Jesus Christ: to the intent that now unto the principalities and powers in heavenly places might be known by the church the manifold wisdom of God, according to the eternal purpose which he purposed in Christ Jesus our Lord: in whom we have boldness and access with confidence by the faith of him.
— KJV
That the gentiles should be inheritors also, and of the same body, and partakers of his promise that is in Christ, by the means of the gospel, whereof I am made a minister, by the gift of the grace of God given unto me, through the working of his power. Unto me the least of all saints is this grace given, that I should preach among the gentiles the unsearchable riches of Christ, and to make all men see what the fellowship of the mystery is which from the beginning of the world hath been hid in God which made all things through Jesus Christ, to the intent, that now unto the rulers and powers in heaven might be known by the congregation the manifold wisdom of God, according to that eternal purpose, which he purposed in Christ Jesu our Lord, by whom we are bold to draw near in that trust, which we have by faith on him.
— Tyndale
Publicación
Challoner emitió una edición del Nuevo Testamento en 1749. Siguió esto con una edición de toda la Biblia en 1750, haciendo unos 200 cambios adicionales al Nuevo Testamento. Emitió una versión adicional del Nuevo Testamento en 1752, que difería en aproximadamente 2,000 lecturas de la edición de 1750, y que seguía siendo el texto base para futuras ediciones de la Biblia en la vida de Challoner. En las tres ediciones, las extensas notas y comentarios del original de 1582/1610 se redujeron drásticamente, dando como resultado una edición compacta de un volumen de la Biblia, que contribuyó en gran medida a su popularidad. También se fue el formato de párrafo más largo del texto; en cambio, el texto se dividió de modo que cada verso fuera su propio párrafo. Los tres apócrifos, que había sido colocado en un apéndice del segundo volumen del Antiguo Testamento, fueron descartados. Las ediciones posteriores de la revisión de Challoner, de las cuales ha habido muchas, reproducen su Antiguo Testamento de 1750 con muy pocos cambios.
El Nuevo Testamento de 1752 de Challoner fue ampliamente revisado por Bernard MacMahon en una serie de ediciones de Dublín de 1783 a 1810, en su mayor parte ajustando el texto lejos del acuerdo con el de la Versión King James, y estas diversas versiones de Dublín son la fuente de muchos , pero no todas, las versiones de Challoner impresas en los Estados Unidos en el siglo XIX. Las ediciones de la Biblia Challoner impresas en Inglaterra a veces siguen uno u otro de los textos revisados del Nuevo Testamento de Dublín, pero con mayor frecuencia tienden a seguir las ediciones anteriores de Challoner de 1749 y 1750 (al igual que la mayoría de las impresiones del siglo XX y las versiones en línea de Biblia de Douay – Rheims que circula en Internet). Una edición de la revisión Challoner-MacMahon con comentarios de George Leo Haydocky Benedict Rayment se completó en 1814, y una reimpresión de Haydock por FC Husenbeth en 1850 fue aprobado por el Obispo Wareing. Loreto Publications publicó en 2014 una reimpresión de una edición aprobada de 1859 con las notas completas de Haydock.
La versión Challoner, aprobada oficialmente por la Iglesia, siguió siendo la Biblia de la mayoría de los católicos de habla inglesa hasta bien entrado el siglo XX. Fue publicado por primera vez en Estados Unidos en 1790 por Mathew Carey de Filadelfia. Varias ediciones estadounidenses siguieron en el siglo XIX y principios del XX, destacando entre ellas una edición publicada en 1899 por la John Murphy Company de Baltimore, que fue aprobada por James Cardinal Gibbons , Arzobispo de Baltimore. Esta edición incluyó una cronología que era consistente con el creacionismo de la tierra joven (específicamente, uno basado en el cálculo del año de creación de James Ussher )como 4004 a. C.). En 1914, John Murphy Company publicó una nueva edición con una cronología modificada consistente con los nuevos hallazgos en la erudición católica; en esta edición, no se hizo ningún intento de adjuntar fechas precisas a los eventos de los primeros once capítulos de Génesis, y muchas de las fechas calculadas en la edición de 1899 fueron completamente revisadas. Esta edición recibió la aprobación de John Cardinal Farley y William Cardinal O'Connell . En 1941, el Nuevo Testamento y los Salmos de la Biblia Douay – Rheims fueron nuevamente revisados para producir el Nuevo Testamento (y en algunas ediciones, los Salmos) de la Biblia de la Confraternidad . Sin embargo, estos cambios fueron tan extensos que ya no se identificaron como Douay-Rheims.
A raíz de la promulgación de 1943 de la encíclica Divino afflante Spiritu del Papa Pío XII, que autorizó la creación de traducciones vernáculas de la Biblia católica basadas en el hebreo y el griego originales, la Biblia Douay-Rheims / Challoner fue suplantada por el posterior católico inglés. Traducciones La revisión de Challoner finalmente se agotó a fines de la década de 1960, solo volvió a circular cuando TAN Books reimprimió la edición Murphy de 1899 en 1971. Desde entonces, la edición de 1899 ha sido reimpresa por Saint Benedict Press (actual propietario de TAN Books) y Baronius Press , mientras que Lepanto Press ha puesto a disposición la edición de 1914.

## Vulgata Harvard-Dumbarton Oaks moderna
Harvard University Press y Swift Edgar y Angela Kinney en la Biblioteca Dumbarton Oaks han usado una versión de la Biblia Douay-Rheims de Challoner como la base para el texto en inglés en una Biblia doble en latín-inglés (La Biblia de la Vulgata, en seis volúmenes) e, inusualmente , también han usado el texto en inglés de Douay-Rheims en combinación con la moderna Biblia Sacra Vulgata para reconstruir (en parte) la Vulgata pre-Clementina que fue la base de Douay-Rheims para el texto latino. Esto es posible solo porque Douay-Rheims, solo entre las Biblias en inglés, e incluso en la revisión de Challoner, intentó una traducción palabra por palabra de la Vulgata subyacente. Un ejemplo notable de la literalidad de la traducción son las diferentes versiones de la Oración del Señor, que tiene dos versiones en Douay-Rheims: la versión de Lucas usa el "pan de cada día" (traduciendo "quotidianum") y la versión en Mateo dice "supersustancial". pan '(traducción de la Vulgata supersustancial). Todas las demás traducciones de la Biblia en inglés usan 'diariamente' en ambos lugares, la palabra griega subyacente es la misma en ambos lugares, y San Jerónimo tradujo la palabra de dos maneras diferentes porque, como ahora, el significado real de la palabra griega epiousion no estaba claro.